# Samsung Galaxy A80
Il Samsung Galaxy A80 è uno smartphone Android prodotto da Samsung Electronics come parte della sua gamma Galaxy A di quinta generazione. È stato lanciato al Samsung Galaxy Event di Bangkok il 10 aprile 2019 e commercializzato dal 29 maggio.

## Caratteristiche

### Hardware
Il Samsung Galaxy A80 ha un display di 6,7 pollici full-HD+ Super AMOLED "New Infinity Display" con proporzioni 20:9; è il primo telefono Samsung dotato della tecnologia "New Infinity". Il telefono è alimentato dal SoC Snapdragon 730G, un processore octa-core con due core con clock a 2,2 GHz e sei core con clock a 1,7 GHz. Viene inoltre fornito con 8 GB di RAM e 128 GB di memoria integrata. La sua memoria non può essere espansa tramite una scheda micro SD. Il telefono misura 165,2 × 76,5 × 9,3 mm. Il telefono è inoltre dotato di una batteria da 3700 mAh e di una tecnologia di ricarica rapida da 25 W.

### Fotocamera
Il Samsung Galaxy A80 è dotato di un array a tripla fotocamera costituito da una fotocamera principale da 48 megapixel, affiancata da una fotocamera da 8 megapixel ultrawide e da un sensore ToF. Ha anche introdotto una telecamera rotante; la fotocamera posteriore si sposta verso l'alto e ruota automaticamente in avanti quando viene messa in modalità selfie.

### Software
Il Galaxy A80 è originariamente equipaggiato con Android 9 e interfaccia One UI 1.1, è stato poi aggiornato ad Android 10 con One UI 2.0. Il telefono presenta funzionalità esclusive di Samsung come assistente Bixby, Samsung Pay, Samsung Health e Samsung Knox.
Dalla fine di marzo 2021 inizia a ricevere l'aggiornamento ad Android 11 con One UI 3.1.